# Atletismo nos Jogos Pan-Americanos de 1967 - 5000 m masculino
A prova dos 5000 m masculino nos Jogos Pan-Americanos de 1967 foi realizada em Winnipeg, Canadá.

## Medalhistas
| Ouro                          | Prata                          | Bronze                   |
| Van Nelson USA Estados Unidos | Louis Scott USA Estados Unidos | Juan Martínez MEX México |

## Resultados
| Posição           | Nome            | Nacionalidade      | Tempo   | Notas |
| ----------------- | --------------- | ------------------ | ------- | ----- |
| Medalha de ouro   | Van Nelson      | USA Estados Unidos | 13:47.4 |       |
| Medalha de prata  | Louis Scott     | USA Estados Unidos | 13:54.0 |       |
| Medalha de bronze | Juan Martínez   | MEX México         | 13:54.0 |       |
| 4                 | Bob Finlay      | CAN Canadá         | 14:15.2 |       |
| 5                 | Osvaldo Suárez  | ARG Argentina      | 14:19.4 |       |
| 6                 | Valentín Robles | MEX México         | 14:20.2 |       |
| 7                 | Mario Cutropia  | ARG Argentina      | 14:30.0 |       |
| 8                 | Víctor Mora     | COL Colômbia       | 14:35.4 |       |